# Team Hawaii
Il Team Hawaii fu una franchigia calcistica statunitense, con sede a Honolulu.

## Storia
Il Team Hawaii ebbe origine dalla franchigia dei S.A. Thunder, nati nel 1975 e che non ebbero molto riscontro di pubblico e risultati. Nel 1977 la franchigia fece così il primo tentativo di portare il calcio professionistico nel 50º Stato degli USA. Il tentativo non ebbe grande successo: la squadra che giocava nell'Aloha Stadium di Honolulu, vinse 11 incontri e ne perse 15, e non si qualificò ai playoff. 
Nel corso della stagione si succedettero alla guida della squadra Hubert Vogelsinger, che lasciò l'incarico per motivi di salute, ed il giocatore-allenatore Charlie Mitchell.
Senza neppure attendere l'inizio della stagione successiva, essa fu trasferita a Tulsa in Oklahoma dando origine ai Tulsa Roughnecks.
Mitchell affermò che la decisione di trasferire la squadra venne presa affrettatamente perché secondo il suo giudizio, la permanenza della franchigia nell'arcipelago avrebbe permesso di creare un forte seguito locale.

## Allenatori
- 1977  Hubert Vogelsinger
- 1977  Charlie Mitchell